# Етеоник
Етеоник је био спартански заповедник током Пелопонеског рата и Коринтског рата. Учествовао је у много сукоба и много пута су га споменули Ксенофонт, Тукидид и Диодор са Сицилије.

## Прве дужности
Прво се појављује на историјској позорници током похода на Хиос негде 413-412. п. н. е. Био је спартански гувернер Тасоса 412-411, а одатле је протеран заједно са проспартанском фракцијом. Сматра се да их је издао један од Спартанаца Пасипида, који је због тога протеран из Спарте.

## Учешће у бици код Аргинуских острва
Спартанци су 406. п. н. е. блокирали у Митилени атинског адмирала Конона, па је Атина послала снаге које би помогле да се деблокира Митилена. Спартански адмирал Каликратида је код Митилене оставио Етеоника да заповеда са 50 бродова и да блокира Митилену, а сам Каликратида је узео 120 бродова и кренуо на атинску флоту, која је долазила у помоћ. Две флоте су се сукобиле код Аргинуских острва крај Лезбоса. Спартанска флота је била потпуно уништена, а Каликратида је погинуо. Када је Етеоник чуо за пораз он се повукао на Хиос. Након победе у бици Атињани су поделили своју флоту. Већи део флоте је кренуо за Етеоником, а мањи део је отишао да спасава преживеле морнаре са 25 потопљених атинских бродова. Међутим олуја их је спречила да било шта предузму. Због тога је Етеоник успео да побегне са својим бродовима, а атинске морнаре нису успели да спасу, па је то довело до политичког окршаја у Атини. Етеоник је и на Хиосу имао невоља. Како се приближавала зима он није имао новца да плати своју војску, па због тога нису могли да набаве довољно хране и да нађу заклон. Због тога су сковали заверу да опљачкају Хиос, који им је био савезник. Завереници су се договорили да као знак распознавања привежу трску за своје оружје. Етеоник се бојао да ће тај напад озбиљно нарушити углед Спарте, а да би могао нарушити и савез са Спартом. Због тога је био присиљен да нареди да се убије свако кога нађу са трском привезаном око оружја, На тај начин Етеоник је спречио кризу. Убрзо после тога Лисандар је стигао у Ефес и преузео је заповедништво у целој Јонији. Етеоник му се придружио са својим снагама.

## Учешће у бици код Егоспотама
Имао је значајну улогу 404. п. н. е. у бици код Егоспотама, којом је ефективно окончан Пелопонески рат. Постоје различити извештаји о бици. Међутим све се слажу да је Лисандар потпуно уништио атинску флоту, што је довело до предаје Атине. Велики део атинске флоте уништен је на плажи, док је посада била раштркана. Етеоник је предводио спартанску војску, која се борила на плажама. Након битке Лисандар је свуда преузимао градове, који су пре тога били у савезу или под влашћу Атине. Као део тога похода Лисандар је послао Етеоника са 10 тровесларки да преотме северне територије од Атине. Етеоник је био успешан.

## Сусрет са Десет Хиљада
Десет хиљада грчких плаћеника борило се на страни Кира Млађег, а након његове погибије у бици код Кунаксе 401. п. н. е. они су пљачкали персијске територије. Када су кренули да пљачкају по Јонији сатрап Фарнабаз је био због тога забринут, па је молио савезнике Спартанце да му помогну. Спартански генерал Анаксибије је преварио Ксенофонта, заповедника десет хиљада. Обећао је плаћеницима да ће их запослити, па их је наговорио да пређу до Византија. Када су се ту нашли речено им је да оду у Тракију, али они су одбили, па су заузели Византиј, који је држао Етеоник. Етеоник је био присиљен да се склони у тврђаву. Након тога Ксенофонт је наговорио своје плаћенике да оду из Византија.

## Коринтски рат
Током 388. п. н. е. Етеоник је био спартански гувернер Егине. По наређењу из Спарте егинска и спартанска војска харала је по атинским територијама. Атина је због тога опсела Егину. Код заповедништвом Памфилија Атињани су извели поморску блокаду Егине, а изградили су и зидине око Егине. Спартанска флота под заповедништвом Телеутије деблокирала је Егину, али Атињани су наставили са копненом опсадом. Убрзо након тога Хијеракс је заменио Телеутију. Хијеракс је поставио Горгопа за гувернера Егине. Горгопа је успешно дизао опсаду, али погинуо је у једној заседи. Етеоник је након тога постао гувернер Егине, али пошто није могао да исплати војску није могао да их присили да крену у офанзивније операције. Након тога Телеутија је постао главни заповедник. Иако није имао новца, Телеутија је захваљујући угледу и харизми успео да обнови дисциплину.